# François Morellet
Pour les articles homonymes, voir Morellet.
François Morellet, né le 30 avril 1926 à Cholet (Maine-et-Loire) et mort le 11 mai 2016 dans cette même ville, est un peintre, graveur et sculpteur français.
Il est considéré comme l'un des acteurs majeurs de l'abstraction géométrique de la seconde moitié du XXe siècle et un précurseur du minimalisme. Il est également industriel de 1948 à 1975.

## Biographie
François Charles Alexis Albert Morellet naît à Cholet où son grand-père maternel, Alexis Guérineau, fondateur d'une société de jouets et voitures d'enfants, a été maire de 1919 à 1932. Son père, Charles Morellet, est sous-préfet de Chinon puis de Mayenne, avant d'intégrer la société de son beau-père dont il est le successeur. La famille s'installe à Paris en 1937.
François Morellet commence à peindre en 1940, à 14 ans. Après son baccalauréat, il fait des études de russe à l'école des langues orientales. Il épouse Danielle Marchand en 1946. En 1948, il intègre la société familiale, carrière qu'il poursuit en parallèle de son activité artistique jusqu'en 1975.
Dès la fin des années 1940, la peinture de Morellet s'efforce d'évacuer la subjectivité individuelle en obéissant à des préoccupations collectives. Après une courte période figurative (1947-1950), il amplifie cette évolution vers un art délivré de tout romantisme en choisissant l'abstraction en 1950, sous l'influence de Pierre Dmitrienko ; il adopte alors un langage géométrique très dépouillé, marqué par l'exemple de Mondrian, composé de formes simples (lignes, carrés, triangles), dans un nombre limité de couleurs, assemblées dans des compositions élémentaires sur deux dimensions. Ces recherches sont marquées par l'œuvre de Max Bill et l'art concret, découverts lors d'un voyage au Brésil en 1951 et par les motifs géométriques de l'Alhambra de Grenade, admirés en 1952.
Jusqu'en 1960, Morellet établit les différents systèmes d'arrangement des formes qu'il emploie (superposition, fragmentation, juxtaposition, interférences) en créant notamment sa première « trame », un réseau de lignes parallèles noires superposées selon un ordre déterminé.
De 1961 à 1968, il est l'un des créateurs et protagonistes de l'art cinétique au sein du Groupe de recherche d'Art visuel (GRAV) avec cinq autres artistes : Francisco Sobrino, Horacio Garcia Rossi, Julio Le Parc, Yvaral et Joël Stein ainsi que Ferenc et Vera Molnár qui quittent très rapidement le groupe. Il participe également au mouvement international de la Nouvelle Tendance. Il cherche dans ce contexte à créer un art expérimental qui s'appuie sur les connaissances scientifiques de la perception visuelle et qui soit élaboré collectivement.
En 1963, Morellet commence à créer des œuvres avec des tubes au néon, comme l'artiste américain Dan Flavin.
Après 1970, débute pour lui une troisième période marquée par la création d'œuvres de plus en plus dépouillées qui jouent avec leur support et l'espace qui les environne. Il réalise alors un grand nombre d'intégrations architecturales, depuis sa première intervention monumentale sur le plateau de la Reynie à Paris, au centre Beaubourg en 1971.
Il meurt à Cholet le 11 mai 2016,,.

## Œuvre

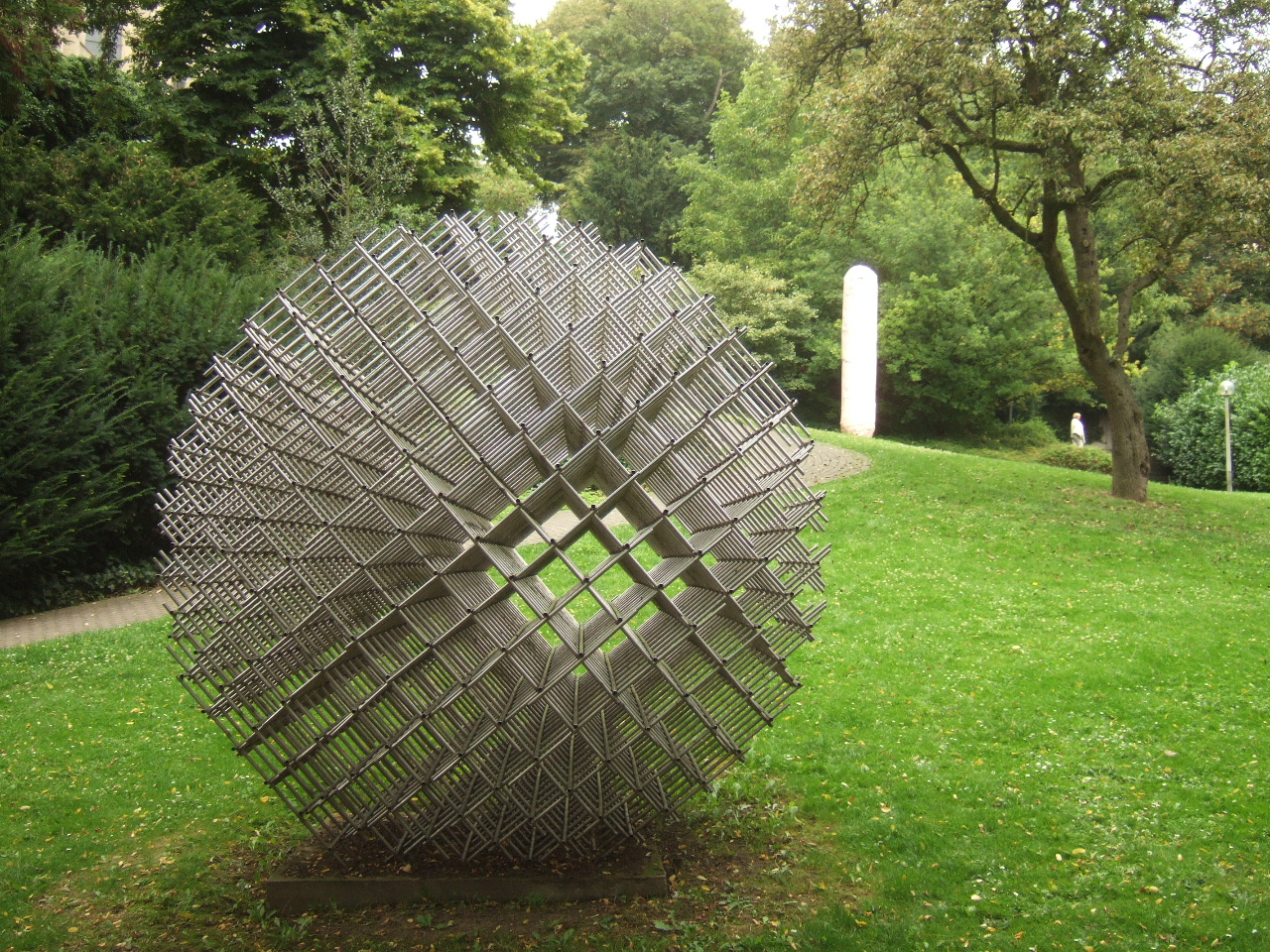
Sphère-trames (1962), Mönchengladbach, Museum Abteiberg.

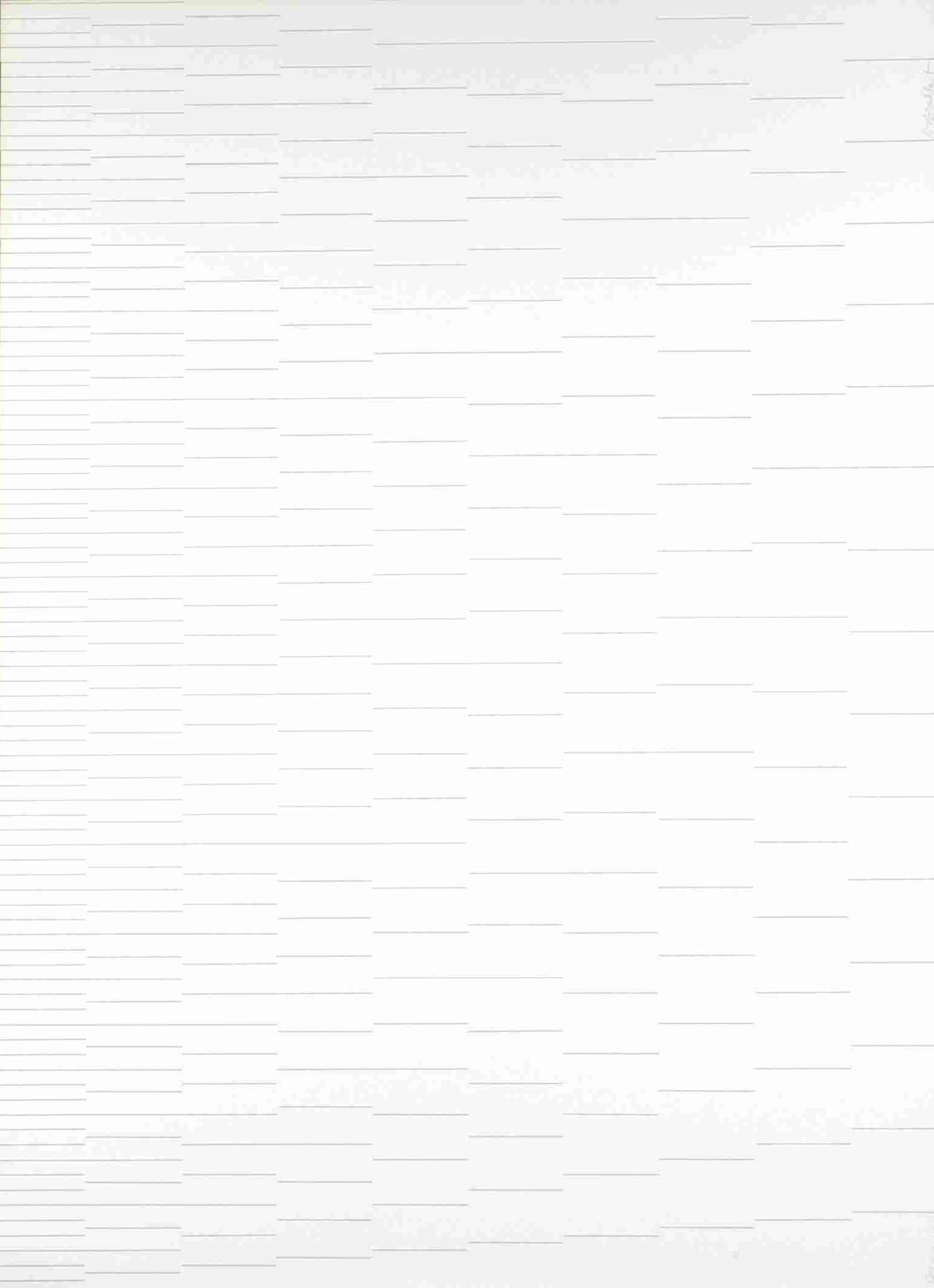
Sans titre, sérigraphie, Apeldoorn, musée CODA.

Pour Morellet, l'œuvre d'art ne renvoie qu'à elle-même. Son titre, généralement sophistiqué — l'artiste aime les jeux de mots — indique la règle du jeu qui a présidé à son élaboration.
Il entend contrôler le processus de création et démystifier la mythologie romantique de l'art et de l'artiste, en justifiant chacun de ses choix par un principe établi au préalable, qui peut d'ailleurs aller jusqu'à faire intervenir le hasard dans certaines composantes de l'œuvre. Ainsi, il multiplie les références mathématiques dans son travail, dont certains titres expriment l'idée que ses œuvres sont construites sur la base d'équations et de systèmes numériques généralement complètement inventés. Des inspirations avec les arts de l'Islam ont été évoquées.
L'application rigoureuse des notions de géométrie, apporte au fil des années une approche spatiale qui le situe d'emblée à l'avant-garde de l'art concret ou art minimal. Trois artistes américains, Ellsworth Kelly, Frank Stella et Sol LeWitt ont poursuivi des recherches similaires à celles de François Morellet. Cela aboutit à une création d'où le sentiment est absent : « Une expérience véritable doit être menée à partir d'éléments contrôlables en progressant systématiquement suivant un programme. Le développement d'une expérience doit se réaliser de lui-même, en dehors du programmateur ».
Cette recherche de la neutralité active conditionne le propos de François Morellet et l'inscrit dans une contemporanéité certaine qui peut se définir par des expérimentations comme les Répartitions aléatoires et les Trames depuis les années 1950, les Désintégrations architecturales depuis 1971, les Geometrees depuis 1983, les Défigurations depuis 1988 et les Déclinaisons de pi depuis 1998.

### Expositions
François Morellet a participé à plusieurs exposition.
Du 7 février au 15 mars 1981, à Dijon, il expose au Consortium et participe à l'exposition collective Mises en pièces, mise en place, mise au point.
En septembre 1986, il inaugure la galerie Oniris à Rennes. Il y expose régulièrement comme du 1er juin au 22 septembre 2012, puis du 2 juin au 26 septembre 2015.
Du 4 décembre 1986 au 17 janvier 1987, il expose La géométrie dans les spasmes au Consortium.
Artiste à forte réputation internationale usant de multiples supports comme matériaux (toiles, tableaux, adhésifs, néons, surfaces de bâtiments, etc.), il jouit d'une grande considération en France et en Allemagne se manifestant par un nombre important de commandes publiques et privées ainsi que dans de nombreux pays européens comme la Suisse, la Grande-Bretagne, l'Italie, les Pays-Bas de même qu'aux États-Unis. Son intervention sur le lieu au travers d'une pratique in situ lui fait explorer les domaines de l'installation et de l'environnement. En 1991, il réalise en collaboration avec la manufacture nationale de Sèvres une série de trente plats au décor blanc sur bleu, dont une partie sera remise aux grands prix nationaux du ministère de la Culture. La même année, il installe une première œuvre sur la façade du musée des Beaux-Arts de La Chaux-de-Fonds, suivie en 1996 d'une deuxième, devenue un symbole identitaire de cette institution.
En 2002, il réalise Hommage à Lamour, une installation in situ au musée des Beaux-Arts de Nancy qui lui consacre une rétrospective l'année suivante.
Du 20 juin au 16 septembre 2007, il propose au musée d'Art moderne de Paris un projet d'exposition Blow-up 1952-2007, posant la question de l'agrandissement et de la reprise d'œuvres antérieures.
Second artiste à voir de son vivant une de ses œuvres exposée au Louvre, François Morellet a inauguré le 27 janvier 2010 un décor pérenne commandé par le musée du Louvre, L'Esprit d'escalier. Il a discrètement investi les baies et oculi de l'escalier Lefuel (aile Richelieu), édifié au milieu du XIXe siècle et « s'amuse à fragmenter et déstabiliser les vitrages en ferrailles un peu frustes, en les confrontant à leur propre image réalisée grâce à une technique ancienne et précieuse des maîtres verriers ».
Du 2 mars au 4 juillet 2011, il présente Réinstallations au centre Pompidou, puis du 25 mai au 25 août 2013, Projet à sticker au Centre national édition art image à Chatou.
L'Association François-Morellet est créée en avril 2018 afin de promouvoir et diffuser l'œuvre de l'artiste,.

### Séries
Pour les séries suivantes, la date indiquée marque l'année où François Morellet les a débutées.
- Années 1950 :
  - Répartitions aléatoires :
    - Répartition de 16 formes identiques, maillage à double trame peint après sa visite à l'Alhambra de Grenade,
    - 6 répartitions aléatoires de 4 carrés noirs et blancs d'après les chiffres pairs et impairs du nombre pi, 1958, peinture à l'huile sur bois, 80 × 80 cm, Paris, musée national d'Art moderne[18],
    - Répartition aléatoire de 40 000 carrés selon les chiffres pairs et impairs d'un annuaire de téléphone, 1961, huile sur toile, 80 × 80 cm, musées de la ville de Strasbourg[19] ;

  - Trames :
    - 3 × 3, 1954, peinture à l'huile sur bois, 134 × 134 cm, Paris, musée national d'Art moderne[20],
    - 4 simples trames formant des carrés 0°, 45°, 90°, 135°, 1954, huile sur contreplaqué, 80 × 80 cm, musée d'Art de Toulon,
    - Du jaune au violet, 1956, peinture à l'huile sur bois, 215 × 110 cm, Paris, musée national d'Art moderne[21].
- 1971 : Désintégrations architecturales ;
- 1983 : Geometrees.
- 1988 : Défigurations.
- 1996 :
  - Grotesques ;
  - Lunatiques.
- 1998 : Déclinaisons de pi.
- 2000 :
  - Décrochages ;
  - Lamentables.

François Morellet, extraits de l'album 10 sérigraphies de 1952 à 1961, 1975, musée de Groningue
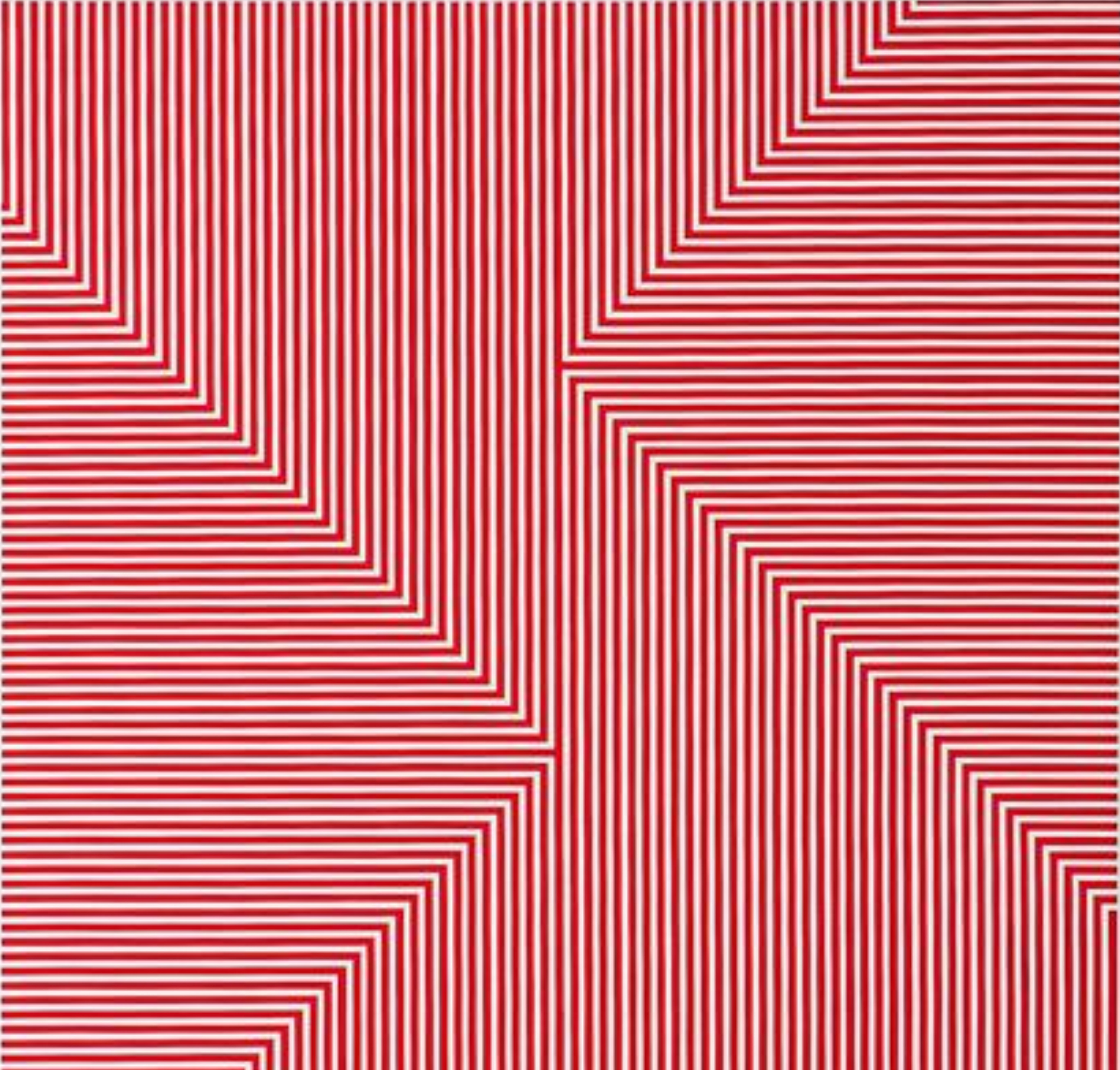
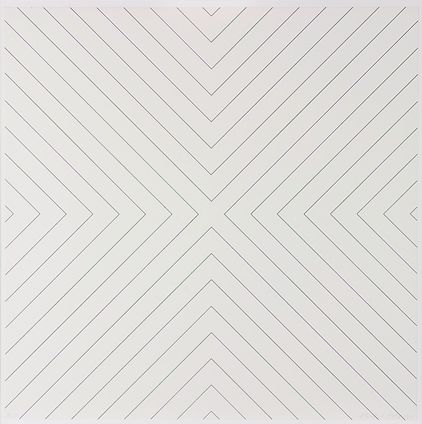
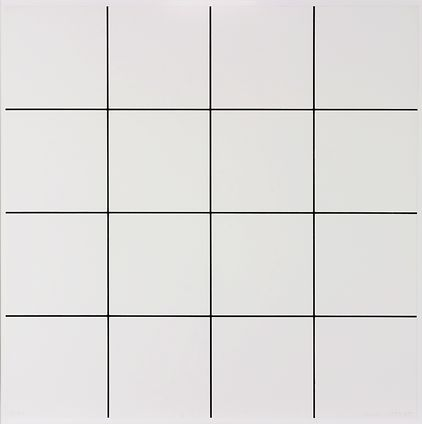
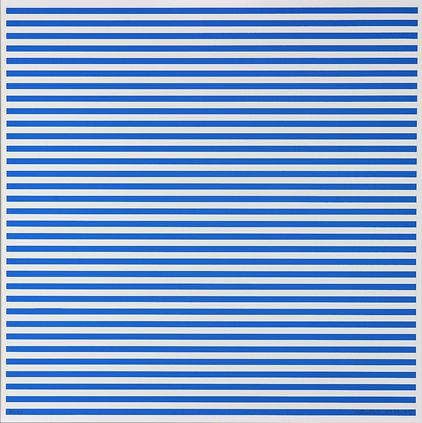

### Œuvres dans l'espace public
Selon ses propres termes, François Morellet aurait réalisé plus d'une centaine d'œuvres dans l'espace public.
En 1990, il réalise une mosaïque couvrant une surface de 2 530 m2 au sol dans le quartier du Fort-Nieulay de Calais, L'avion de Blériot en dentelles. L'œuvre est en grand péril.
En 2006, dans le cadre d'une commande publique, il a réalisé pour la Chalcographie du Louvre une photogravure intitulée Bandes à part.
À Besançon, Morellet a laissé une œuvre qui ne passe pas vraiment inaperçue : le Delta du Doubs, composé de deux grands triangles métalliques de 12 mètres de côté, l'un pointé vers le ciel l'autre vers la terre, tous les deux agrémentés de jets d’eau.

### Publications
- François Morellet, Je n'ai plus rien à dire, Paris, éditions Jannink, coll. « L'art en écrit », 1994, 36 p. (ISBN 978-2-90246-228-5).
- François Morellet, Mais comment taire mes commentaires, Paris, École nationale supérieure des beaux-arts, 2010, 320 p. (ISBN 978-2-84056-321-1).

## Hommages
- Le 10 avril 2016, le prix François-Morellet est décerné pour sa première édition à Catherine Millet par Laurent Hamon (député de Maine-et-Loire), Régine Catin (membre du conseil régional des Pays de la Loire) et Philippe Méaille[26]. Il récompense une personnalité pour ses écrits sur l'art et est remis tous les ans à Saumur par Philippe Méaille, dans le cadre des Journées nationales du livre et du vin, en collaboration avec le château de Montsoreau[27].
- Le 7 novembre 2016, le centre Pompidou réunit les amis et complices de Francois Morellet lors d'une soirée-événement[28].
- Le 13 décembre 2016, le château de Montsoreau installe Courbe contrainte au porte à porte sur sa façade[29].
- Le 6 octobre 2017, le musée d'Art et d'Histoire de Cholet dédie une salle à François Morellet dans laquelle seront régulièrement présentées des œuvres[30],[31].
- Le 10 octobre 2021, Calixte de Nigremont lui rend hommage dans son 63e article Le panthéon de l'Anjou[32].
- Le 12 février 2024, le conseil municipal de Cholet donne son nom à une rue de la ville[33].

### Filmographie
- Jean-Paul Arrivé, Geometrees, 1984, 23 min, production DAP, Association des amis du musée de La Roche-sur-Yon.
- Jean-Pierre François et Hervé Dresen, François Morellet et la clé de Saint-Pierre, 1987, 13 min, production DAP, Secrétariat général du groupe central des villes nouvelles, Vidéox, les ateliers d'été de Cergy-Pontoise.
- Christophe Loizillon, François Morellet, 1990, 26 min, production DAP, centre Georges Pompidou, la Sept-Arte, Lazennec tout court, distribution : Lazennec tout court.
- Claude Guibert, François Morellet, 1997, 13 min, Encyclopédie audiovisuelle de l'art contemporain, production Imago.
- Camille Guichard, François Morellet, 1999, 52 min, avec la participation de Daniel Soutif, production Terra Luna Films, France 5, France 3 Ouest, centre Georges Pompidou.
- Claire Laborey, série documentaire L'Art et la Manière de Jean-Paul Boucheny diffusée sur Arte, épisode « François Morellet », 2010, 26 min.